# Narcisismo

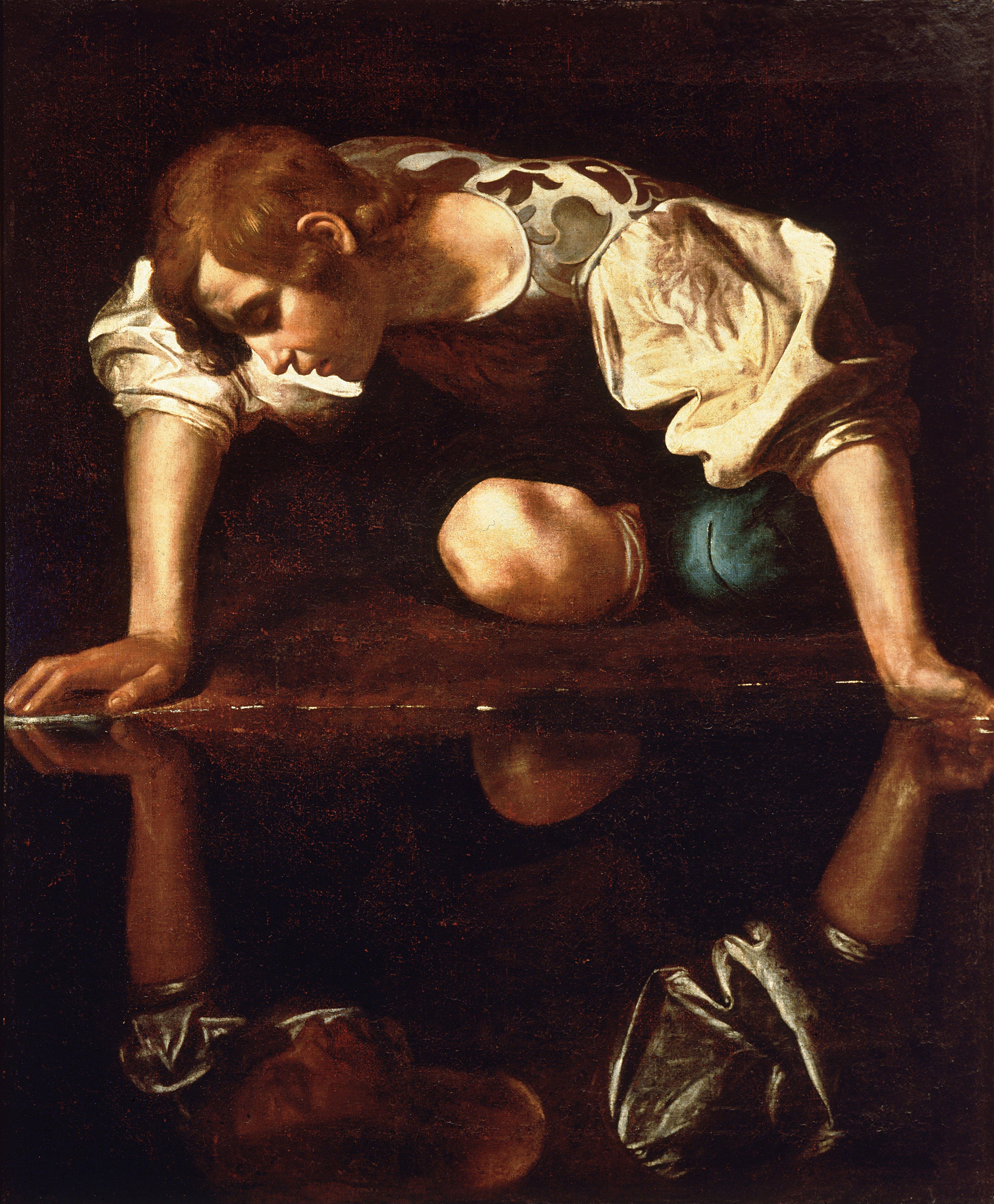
'Narciso, de Caravaggio. Un héroe beocio cuyo mito precavía a los muchachos a evitar ser crueles con sus amantes.

El narcisismo es un tipo de personalidad caracterizado por tener una preocupación excesiva hacia uno mismo y las propias necesidades, a menudo a expensas de otros.
En términos psicoanalíticos se ha definido como el amor que se dirige un sujeto a sí mismo.
Toma su nombre del mito griego de Narciso, quien se enamoró de su propia imagen reflejada en el agua y cayó al intentar besarla, muriendo así ahogado.
El narcisismo existe a lo largo de un continuo que va desde la expresión normal de la personalidad hasta una expresión anormal.
Mientras que muchos psicólogos creen que un grado moderado de narcisismo es normal y saludable en los seres humanos, hay también formas más extremas, observables de manera particular en personas que son egocéntricas en exceso o que tienen un trastorno mental tal como el trastorno narcisista de la personalidad, en el que la tendencia narcisista se ha vuelto patológica, llevando a un deterioro funcional y una discapacidad psicosocial.
Como señalan Grapsas y cols. (2020), los narcisistas suelen creer que son superiores a otros y a creerse merecedores de un tratamiento especial sin que hayan hecho nada para merecerlo, además de esforzarse en impresionar a otras personas, arreglándose para atraer su atención, alardeando sobre sí mismos y sobre sus talentos y habilidades, y a la vez mostrándose combativos, beligerantes, ofensivos, despreciativos e intimidantes.
Así, si bien se puede aludir a una serie de rasgos propios de la personalidad normal, el narcisismo puede también manifestarse como una forma patológica extrema en algunos desórdenes de la personalidad, como el trastorno narcisista de la personalidad, en que el paciente sobrestima sus habilidades y tiene una necesidad excesiva de admiración y afirmación.
En su uso coloquial designa un enamoramiento de sí mismo o vanidad basado en la imagen propia o ego. La psicología humanista considera que el narcisismo patológico coincide con una autoestima baja o errónea.

## Aspectos conceptuales
Desde el punto de vista psicológico y social, se puede distinguir un significado psicogenético o psicoevolutivo: el narcisismo como un escalón necesario y ubicuo del desarrollo de la personalidad. Andrew P. Morrison, profesor de Psiquiatría de la Facultad de Medicina de la Universidad Harvard, defiende que, en los adultos, una razonable cantidad de narcisismo sano permite equilibrar la percepción individual de las propias necesidades en relación con los otros.
Existe además el narcisismo patológico, diagnóstico de uso habitual en psiquiatría y de connotaciones negativas. Este designa un rasgo de la personalidad, caracterizado por una baja autoestima acompañada de una exagerada sobrevaloración de la importancia propia y de un gran deseo de admiración por los demás.
En el DSM-IV (Manual diagnóstico y estadístico de los trastornos mentales, cuarta edición), de la Asociación Psiquiátrica Estadounidense, existe un subapartado dentro de los trastornos de personalidad denominado trastorno narcisista de la personalidad (TNP), entendiéndose tal como una disfunción grave de personalidad.
Fuera del ámbito psicológico, los términos «narcisismo» y «narcisista» son frecuentemente utilizados peyorativamente denotando vanidad, presunción, egocentrismo o simple egocentría.
Aplicado a un grupo social se utiliza frecuentemente para denotar elitismo o indiferencia a la difícil situación de los demás. En las situaciones de discusión, sin embargo, estos términos se utilizan para dibujar paralelismos entre las quejas sobre comportamientos centrados en uno mismo y el trastorno de personalidad narcisista más que hacia la autoestima sana.

## El mito de Narciso
El relato más conocido sobre el mito griego de Narciso, cuyo nombre es la inspiración del término «narcisismo», es el que el poeta romano Ovidio (43 a. C. - 17 d. C.)
relató en su tercer libro de Las metamorfosis.
La tragedia comienza a gestarse ya desde la concepción del niño Narciso, puesto que él es fruto de la violencia sexual. El dios-río Cefiso, después de raptar y violar a la náyade Liriope, engendró en ella a un joven de espléndida belleza, a quien dieron por nombre Narciso. Preguntado sobre si el recién nacido tendría una larga vida, Tiresias, el sabio capaz de predecir el futuro, contestó crípticamente: «Sí, siempre y cuando nunca se conozca a sí mismo».
A lo largo de su vida, Narciso, va a provocar en hombres y mujeres, mortales y dioses, grandes pasiones, a las cuales no responde por su incapacidad para amar y para reconocer al otro. Según el relato de Ovidio, entre las jóvenes heridas por su amor estaba la ninfa Eco, quien había disgustado a Hera y, por ello, esta le había condenado a repetir las últimas palabras de todo cuanto se le dijera. Eco fue, por tanto, incapaz de hablarle a Narciso de su amor por él, pero un día, cuando él estaba caminando por el bosque, acabó apartándose de sus compañeros. Cuando Narciso preguntó: «¿Hay alguien aquí?», Eco contenta respondió: «Aquí, aquí». Incapaz de verla oculta entre los árboles, él le gritó: «¡Ven!». Después de responder: «Ven, ven», Eco salió de entre los árboles con los brazos abiertos. Narciso cruelmente se negó a aceptar su amor. Tentado por Afrodita, al contemplar su imagen en el espejo de la superficie del agua, sintió una fascinación por su propia imagen de la que no pudo sustraerse. No podía tocar ni abrazar al ser que veía reflejado en el agua, pero tampoco podía apartar su vista de él. En otra versión del mito, uno de los menospreciados por Narciso se queja a los dioses y Némesis, la diosa de la venganza, se encarga de castigar su orgullo.
De cualquier modo, Narciso, subyugado por la bella imagen de sí mismo que le devolvía el río, se retrajo de toda posible relación amorosa con otros seres, e incluso de atender sus propias necesidades básicas, y su cuerpo se fue consumiendo para terminar convertido en la flor narciso, una flor tan hermosa como embriagante. Mientras tanto, Eco, consumida de melancolía, se retiró a una cueva donde su cuerpo también se consumió, quedando de ella solo una voz sin forma que repite, en la lejanía, la última frase o sílaba que se pronuncie.

## El narcisismo en la psicología moderna
Como señalan Miller y cols. (2021), la investigación psicológica en las décadas de 2000 y 2010 ha determinado que el narcisismo está compuesto de al menos dos dimensiones distinguibles:
a) el «narcisismo ostentoso» o «narcisismo pomposo» (en inglés, «grandiose narcissism»; a veces llamado en español «narcisismo de piel gruesa»), caracterizado por rasgos tales como la arrogancia, el sentirse merecedor a un tratamiento especial (sin que se haya hecho nada para merecerlo), búsqueda de la atención de otros, mayores autoestima, gregarismo, agresión y conductas antisociales, ideas más comunes de que se es popular, mayor toma de riesgos y una aproximación interpersonal fría y de suma cero (es decir, la idea de que deben siempre «ganar» a expensa de otros), y
b) el «narcisismo vulnerable» (en inglés, «vulnerable narcissism»; a veces llamado en español «narcisismo de piel fina»), asociado con egocentrismo, autoestima baja y variable o contingente (es decir, autoestima que cambia de acuerdo con la aprobación de otros o con comparaciones sociales), desconfianza hacia otros, afecto negativo general y duradero, y aislamiento social.
De acuerdo con estas investigaciones recientes, los dos tipos de narcisismo comparten un mismo factor, el llamado «antagonismo», «rivalidad» o la idea de que se es merecedor de un trato especial, rasgo que aparece en los dos tipos de narcisismo, y que tiene que ver con la tendencia a ser arrogante, cruel, deshonesto, creerse con privilegios, explotador y cínico. Sin embargo, de acuerdo con esta investigación, los dos tipos de narcisismo difieren en términos de otros dos factores: En el narcisismo ostentoso prima el factor que ha sido llamado «extraversión agéntica», «admiración» o «pomposidad», y que tiene que ver con su asertividad, liderazgo, alta autoestima, y la tendencia a ser proactivo, mientras que en el narcisismo vulnerable prima el factor llamado «neuroticismo narcisista» o «vulnerabilidad», y tiene que ver con una autoestima más frágil y dependiente de la opinión de otros o la comparación con ellos, emocionalidad negativa o disregulación emocional, y experiencias de vergüenza y otras emociones relacionadas con sentirse cohibido o juzgado. De acuerdo con Miller y cols, no debe pensarse que narcisismo es lo mismo que una alta autoestima, en tanto ésta puede ser alta o baja en el narcisismo vulnerable dependiendo de las opiniones de otras personas o de la comparación que la persona narcisista hace de sí misma con respecto a otras personas,
e incluso en el narcisismo ostentoso la correlación con la alta autoestima es baja.
Contrario a hipótesis psicodinámicas y de la psicología humanista, investigación reciente sugiere que no existe mayor evidencia que sugiera que una alta autoestima «explícita» ocurre de manera simultánea con una baja autoestima «implícita» (o «subconsciente») en narcisistas.
Otra explicación que se ha sugerido para entender la génesis de los comportamientos narcisistas, en particular los del narcisismo ostentoso, desde la psicología evolucionista es que el narcisismo tiene que ver con lograr un mayor estatus social, de manera que estas personas tiende a buscar situaciones que brinden mayor estatus social, presten más atención a claves ambientales relacionadas con el estatus, reaccionen más emocional y conductualmente a evaluaciones de tales claves y a sus propias evaluaciones de si pueden o no elevar su estatus.

## El narcisismo en el psicoanálisis
El neurólogo austríaco Sigmund Freud (1856-1939), padre del psicoanálisis, discutió el concepto de narcisismo en su ensayo Introducción del narcisismo (de 1914).
En psicoanálisis, se entiende por narcisismo una forma de estructuración de la personalidad y una etapa del desarrollo del ser humano. Distinguen los psicoanalistas dos tipos: el «narcisismo primario» de los primeros meses de la existencia y donde el niño dirige toda sus energías a la satisfacción de sus necesidades. De una manera general, se refiere, con el término de narcisismo primario, al momento en que el niño se toma a sí mismo como objeto de amor, antes de elegir objetos externos. Todo su erotismo o energía libidinal es autodirigida y el mundo exterior no existe.
El «narcisismo secundario» es un concepto que refiere en la extensa obra freudiana a dos ideas distintas:
- a) Una forma de designar estados mentales patológicos (narcisismo esquizofrénico, por ejemplo, o en la «neurosis narcisista», que es el modo como Freud denominó inicialmente las psicosis, también a lo que hoy se llamaría depresiones mayores o endógenas) donde la investidura libidinal que previamente estaba puesta en objetos recae ahora, regresivamente sobre el yo;
- b) Una estructura estable (Yo realidad definitivo), donde no hay psicosis, porque existe equilibrio desde el punto de vista económico (flujo de energía psíquica libidinal). Las investiduras (catexis) estarían repartidas armónicamente entre los sistemas y los objetos; desde el punto de vista tópico se puede afirmar que el componente estructural «ideal del yo» y superyó definitivo, se generan a partir del llamado sepultamiento del Complejo de Edipo.

## Narcisismo patológico
Como señala el Manual diagnóstico y estadístico de los trastornos mentales en su quinta y última edición (DSM-5, de 2013), rasgos de personalidad que pueden ser considerados narcisistas son mostrados por muchas personas altamente exitosas, pero cuando tales rasgos son inflexibles, maladaptativos y persistentes, y causan un deterioro funcional o un distrés subjetivo significativos pueden considerarse un trastorno narcisista de la personalidad.
En tanto tales rasgos narcisistas pueden hacer a una persona altamente popular, no es raro que personas que tienen este trastorno no lo vean como algo que deteriora funcionalmente sus vidas, si bien su confianza excesiva puede llevar a que eviten tomar riesgos para evitar posibles fracasos, y pueden encontrar problemas a la hora de entablar amistades o de trabajar cooperativamente con otros debido a su incapacidad de tolerar que otros estén en desacuerdo con sus opiniones o los contradigan o critiquen.

### Epidemiología
Se estima que en la población general la prevalencia a lo largo de la vida es del 1 %, y en las poblaciones clínicas está entre el 2 y el 16 %. Aproximadamente 6 de cada 10 personas diagnosticadas son varones.
Este trastorno se desarrolla típicamente en la juventud o en la adultez temprana, y para su diagnóstico se requiere que los síntomas aparezcan en una variedad de situaciones sociales y tiendan a no cambiar con el tiempo.

### Fisiopatología clínica
Resulta desconcertante para muchos el hecho de que el narcisista suela exhibir una aparente autoestima formidable y, socialmente, aparece como una persona muy segura, sabedora de lo que quiere y completamente resuelta. En realidad, con ello el narcisista está camuflando su vacío interno, su carencia real de autoestima. En la infancia temprana de estos individuos, se encuentra a menudo una actitud indiferente o minusvaloradora por parte de sus progenitores, lo cual les deja una inseguridad que tratan de compensar por medio de una autoevaluación exagerada, irreal e inflada (Baumeister, 1996).
Algunos clínicos explican la personalidad narcisista sobre la base de una carencia emocional temprana producida por una madre o padre emocionalmente frío o indiferente o con una agresividad encubierta hacia su hijo (Piñuel, 2007).
La consecuencia es que los narcisistas necesitan mirarse continuamente en el espejo de los demás para saber quiénes son y, al descubrir una pésima imagen de sí mismos, se ven en la necesidad de ocultarla y esconderla. Desarrollan entonces en compensación una imagen artificialmente sobrevalorada hasta lo patológico. Las personas inteligentes, sanas, que se percatan de la artimaña, o que simplemente son más valiosas o agraciadas que ellas se convierten entonces para el narcisista en una amenaza para esa imagen artificial con la que el narcisista sustenta su autoestima, por lo que su comportamiento con ellos es manipulativo y, cuando la manipulación no surte efecto, perseguidor.[cita requerida]
También se le atribuye a una infancia con excesivos halagos por padres que vacían su frustración en posibles talentos del niño, por lo que crece pensando que es superior a los demás.
En la actualidad, se le asocia a factores genéticos.
Los sujetos narcisistas poseen una autoestima muy vulnerable, siendo por esto muy sensible al «ultraje» de la crítica o la frustración; en relación con esto, las críticas pueden llegar a obsesionarles y hacer que se sientan hundidos y vacíos. Otro síntoma es el deterioro de sus relaciones sociales como consecuencia de su pretenciosidad y necesidad constante de admiración. Otro síntoma es la incapacidad para arriesgar nada por la posibilidad de frustración que eso conlleva. [cita requerida]
En el ámbito social los narcisistas naufragan. Las demás personas solo cuentan para ellos como posible fuente de gratificación, devolviendo la imagen de sí mismos cuya carencia les atormenta y que anhelan insaciablemente. Por ello suelen elegir profesiones que les proporcionen notoriedad social, reconocimiento o incluso fama. [cita requerida]

### Interpretación psicoanalítica
Desde el punto de vista freudiano de la psicopatología, la estructuración de una personalidad narcisista implica una detención o fijación del desarrollo de la persona a etapas infantiles de profunda gratificación o una regresión del individuo a estos períodos, por su incapacidad para tolerar y enfrentar los retos y fracasos que la maduración y la vida le imponen (cf. André Green).

### Rasgos de la personalidad narcisista
La personalidad narcisista se caracteriza por un patrón grandioso de vida, que se expresa en fantasías o modos de conducta que incapacitan al individuo para ver al otro. La visión de las cosas del narcisista es el patrón al cual el mundo debe someterse. Para los narcisistas, el mundo se guía y debe obedecer a sus propios puntos de vista, los cuales considera irrebatibles, infalibles, autogenerados. Las cosas más obvias y corrientes, si se le ocurren al narcisista, deben ser vistas con admiración y se emborracha en la expresión de las mismas. Hay en el narcisista una inagotable sed de admiración y adulación. Esta necesidad lo incapacita para poder reflexionar tranquilamente y valorar serenamente la realidad. Vive más preocupado por su actuación, en cuanto al efecto teatral y reconocimiento externo de sus acciones, que en la eficacia real y utilidad de las mismas. Llama la atención, entonces, cómo muchas personas pudiendo ser exitosas, productivas y creativas, someten su vida a aduladoras mediocridades. Cuando los narcisistas ejercen posiciones de poder, se rodean de personas, que por su propia condición, son inferiores a él o ella, y de otras, que le harán la corte solo en función de un interés mezquino. Ellas, drogadas por su discurso autodirigido, no son capaces de reflexionar y escuchar lo que el mundo externo les grita.[cita requerida]
Por otro lado, la personalidad narcisista es, en sí misma, una forma de supervivencia.[cita requerida] Hemos visto en el mito cómo Narciso es el producto de una acción terrible. La personalidad narcisista nace de una violencia, de un terrible trauma, de una herida inferida al individuo en sus primeras etapas del desarrollo o antes, cuando la herida es la madre y ella trasmite al hijo su resentimiento, su dolor, su rabia y su temor. Se refugia, el traumatizado, en su propia imagen de grandiosidad, ello le permite elevar su maltrecha autoestima y sentirse un poco mejor consigo mismo. Su hambre insaciable de reconocimiento se asila en la admiración y la adulación de quienes lo circundan.[cita requerida]
El narcisista es una persona que puede ser muy exitosa, en cuanto al brillo externo se refiere. Él no se plantea dudas en cuanto a la realidad de sus ideas, sean estas brillantes o no. Así vemos cómo personas con una inteligencia mediocre y una cultura pobre, escalan posiciones sorprendentes, para ellas el recapacitar no existe. Aún las más insulsas ideas son expresadas con un espíritu mesiánico, se enamoran de las ideas de otros y las hacen propias sin la más mínima consideración moral ni ética. Estos últimos logran capitalizar a una horda de Narcisistas depresivos que creen, ingenuamente, en la verdad expresada por el pseudo-maestro. Ellos lo seguirán fielmente, no importa cuán errado esté:

Sobre la pena duermo solo y uno, pena es mi paz y pena mi batalla, perro que ni me deja ni se calla, siempre a su dueño fiel, pero importuno.

escribe Miguel Hernández, retratando esta suerte de personalidad del narcisista depresivo, siempre fiel, signada por la tristeza derrotada, que busca, con más ahínco que éxito, alguien en quien creer, alguien en quien confiar el remedio a sus miserias. De estas melancólicas soledades esperanzadas se nutre el Narcisismo. La simbiosis se completa con la satisfacción a medias, con un hueco de hambre y sed, que nunca se llega a colmar.
El recurso de la mitología nos brinda la imagen para la comprensión de la conducta y el mito de Narciso es concluyente en la terrible frase del oráculo: «El niño tendrá larga vida si nunca se observa a sí mismo». Así, en la no reflexión es donde puede sobrevivir este personaje. Sin embargo, Narciso, en castigo a su ser desalmado, es transformado en una planta que da unas flores muy bellas, de olor nauseabundo y estéril de fruto. El mito nos dice que en este tipo de personas hay, a pesar de su apariencia, algo que huele muy mal.

### Criterios diagnósticos del trastorno narcisista de la personalidad (TNP)
La DSM-IV divide los trastornos de la personalidad en tres grupos basándose en la similitud de los síntomas. Esta agrupación categoriza al trastorno narcisista de la personalidad dentro del grupo B (trastornos o desórdenes dramáticos, emocionales, o erráticos), de trastornos de la personalidad. Estos trastornos de personalidad tienen en común un sentimiento excesivo de la propia importancia. Así se incluyen también en este grupo el trastorno límite de la personalidad, el trastorno histriónico de la personalidad y el trastorno antisocial de la personalidad.
Sin embargo, la ICD-10 (Clasificación Internacional de Trastornos Mentales y de Comportamiento, publicada por la OMS en Ginebra, en 1992) considera al Trastorno Narcisista de la personalidad (TNP) como "un trastorno de personalidad que no encaja en ningún subapartado específico", y relega a la categoría conocida como "Otros trastornos específicos de personalidad", que incluye también a los trastornos de personalidad excéntrico, "inquieto", inmaduro, pasivo-agresivo, y psiconeurótico.
El TNP se caracteriza por un patrón generalizado de grandiosidad (en la fantasía o en el comportamiento), necesidad de admiración y carencia de empatía, con un comienzo en la adultez temprana y presente en una variedad de contextos, indicado por cinco (o más) de los siguientes:
- Tiene un sentido grandioso de su propia importancia.
- Lo absorben fantasías de éxito ilimitado, poder, brillantez, belleza, o amor ideal.
- Se considera especial y único: solo puede ser comprendido por, y solo debería asociarse con, otras personas especiales o de alto estatus personal o institucional.
- Requiere excesiva admiración (es un síntoma que denota una baja autoestima y una gran preocupación por hacer bien el trabajo y por cómo son vistos por los demás).
- Tiene un sentido exagerado y no equitativo de sus propios derechos. Piensa que se le debe todo. Tiene un sentido de "categoría" con irrazonables expectativas de un trato especialmente favorable o de una aceptación automática de sus deseos.
- En sus relaciones interpersonales es explotador. Se aprovecha de los demás para conseguir sus propios fines (espera que se les dé todo lo que desee, sin importar lo que ello suponga para los demás, y puede asumir que los demás están totalmente interesados en su bienestar).
- Carece de empatía y es reacio a reconocer o identificar las necesidades y sentimientos de los demás.
- Es frecuentemente envidioso de los demás o cree que los demás le tienen envidia (pueden llegar a devaluar a personas que hayan recibido una felicitación al pensar que ellos son más merecedores de la misma).
- Muestra actitudes y comportamientos arrogantes y altivos o prepotentes.

Wyatt y Hare, en 1997 establecen:

Clínicamente hablando, cualquier persona socialmente disfuncional que se siente autorizada a usar su poder para controlar a otras personas por las que se siente amenazada, o que vive una fantasía pretenciosa, en lugar de en la realidad, y que se ve a sí misma consistentemente como superior a sus compañeros y anhela ser reconocido como tal, reúne los requisitos del denominado trastorno narcisista de la personalidad.

Por su parte, el psicólogo social estadounidense Roy Baumeister (1953), en su estudio sobre la violencia psicológica (de 1996), estableció que en la raíz de la mayoría de las agresiones psicológicas se encuentran, de manera sistemática, individuos que presentan rasgos de una personalidad narcisista.

### Teorías sobre el trastorno narcisista de la personalidad y la vergüenza
Se ha sugerido que el trastorno narcisista de la personalidad (TNP) puede estar relacionado con mecanismos de defensa de la persona frente a la vergüenza.
Al sentimiento de vergüenza, como elemento nuclear de la angustia narcisista, el psicólogo español Gerardo Castaño añade el sentimiento de inferioridad, subrayando un matiz diferenciador entre ambos. En su estudio sobre el narcisismo explica que mientras que la inferioridad es sentida por el sujeto, incluso estando en soledad, la vergüenza, exige la presencia del “otro” ante el que el narcisista se siente observado, minusvalorado o ridiculizado.
Este sentimiento de vergüenza puede obedecer a hechos reprobables del pasado, o a sujetos que en su imaginación le juzgan y menosprecian, o simplemente a una anticipación de la probable vergüenza ante un hecho que aún no ha sucedido.
Si la vergüenza y la inferioridad son elementos conscientes, según el psiquiatra argentino Hugo Bleichmar (1934-2020),
existe otra manifestación de la angustia narcisista, más vaga y difusa, como el aburrimiento por malestar narcisista.
En esta situación, el individuo es incapaz de concluir ningún trabajo. Se ve sumido en la inactividad porque nada de lo que hace colma sus expectativas, abandonando todas las tareas que empieza. Ninguna actividad refleja su enorme valía y se hunde en un profundo malestar y aburrimiento narcisista.
Gabbard sugiere que el TNP puede presentar dos subtipos.
Observó los del tipo «inadvertido» (oblivious) con un comportamiento caracterizado por grandiosidad, arrogancia e inmutabilidad frente a la crítica ajena como a los sentimientos de los demás. Distinguió, además, un subtipo "hipervigilante", como vulnerables, hipersensibles y avergonzados. Sugirió que los sujetos del tipo inadvertido presentan un ego grande, poderoso y grandioso en espera de ser admirado, envidiado y apreciado, lo cual está en antítesis con el ego debilitado e internalizado que se esconde en un estado general de vergüenza, del cual el sujeto quiere defenderse. Sin embargo, en el subtipo hipervigilante, el sujeto, en lugar de defenderse contra el sentimiento de devaluación, está obsesionado con él, neutralizando esta sensación viendo a los demás como abusadores injustos.
La distinción de dos tipos de narcisismo, propuesta por Gabbard, se corresponde con la que describió Rosenfeld en 1987 y que años más tarde fue refrendada por Eidlin y Bernardi:
el narcisismo llamado de piel gruesa o grandioso (NPG) y el narcisismo de piel fina o vulnerable (NPF). Esta distinción cobra especial importancia a la hora del abordaje terapéutico.
El psicólogo estadounidense Jeffrey Young (n. 1950), que acuñó el término «terapia de esquemas» (encuadrada en la terapia racional emotiva conductual), técnica originalmente desarrollada por Aaron T. Beck (1979), también relaciona la vergüenza con el TNP. Él ve el llamado esquema defectivo como un esquema nuclear en el TNP, próximo a los esquemas de deprivación emocional y de derechos (entitlement).
El esquema defectivo se compensa con tres modos de esquema (estrategias de emulación):
- Rendición: Escoge acompañantes críticos o significativos. Esto le coloca en una situación de inferioridad.
- Evitación: Evita compartir pensamientos y sentimientos "vergonzosos" con los acompañantes o personas significativas por temor al rechazo.
- Sobrecompensación: Se comporta de una forma crítica o superior con los demás. Trata de superarlo mediante el perfeccionismo.

Debe notarse que un individuo con este esquema puede no emplear los tres esquemas.

#### Abordaje terapéutico
La importancia del tipo de trastorno narcisista (NPF) o (NPG) de cara a la terapia
viene determinado por:
- Las defensas más habituales en cada tipo, frente la angustia narcisista y su particular abordaje.
- La actitud del paciente en terapia.
- La transferencia del paciente en cada caso.
- La contratransferencia por parte del analista.

Defensas narcisistas
Hugo Bleichmar ha estudiado
en profundidad las defensas más habituales en el trastorno narcisista (grandioso o vulnerable): además de las clásicas de negación, proyección y represión, hay algunas comunes en los dos tipos como la anorexia
y las fantasías grandiosas.
Otras pueden darse con más frecuencia en un tipo o en otro: en el NPF la defensa más empleada es la fobia social, como una forma de evitar situaciones de vergüenza. También es más frecuente el masoquismo narcisista (ascetas y eremitas). Y, en los pacientes del tipo NPG, es más usual la defensa que llamamos «experiencia de satisfacción sustitutiva»: contrarrestan la angustia narcisista con una experiencia placentera (alcoholismo, drogodependencia, comida, sexo, ludopatía,...). Asimismo, es más común el sadismo narcisista y la agresividad hacia su entorno.
Actitud del paciente en terapia
Ya Rosemberd, en sus primeras descripciones,
subraya algunas diferencias en cuanto a la actitud durante la psicoterapia. El paciente del tipo NPG une a su falta de empatía un profundo sentimiento de envidia, que le lleva a infravalorar al analista. En el caso del NPF, debido a su vulnerabilidad e hipersensibilidad, tienen serias dificultades para enfrentarse a situaciones traumáticas, por lo que el analista debe suministrar la información muy poco a poco, para evitar que abandone el tratamiento.
Para Bateman, la aparición de enactment durante la terapia puede manifestarse como una forma de agresión hacia sí mismo (NPF) o hacia los demás (NPG).
Transferencia
Si tenemos en cuenta la actitud transferencial podemos observar en el NPG una transferencia inicialmente positiva e idealizadora del analista, que busca el control sobre el mismo, pero que muy pronto se vuelve negativa y destructiva, en la medida que las interpretaciones analíticas ponen en peligro su propia grandiosidad.
Por el contrario, el paciente con NPF adopta una actitud transferencial positiva, trata de eliminar cualquier diferencia con el analista, para así sentirse aceptado. Ha sido definida como una “transferencia (materna) intersubjetiva”. Cuando el analista es visto como “el tercer objeto” y adopta una actitud crítica y objetiva, la transferencia se vuelve negativa.
Contratransferencia
La distinción entre un tipo y otro también es importante de cara a la contratransferencia que puede oscilar desde sentimientos tan contrapuestos (como la idealización y la sobrevaloración mágica) hasta la devaluación o la incompetencia.
Estos sentimientos contratransferenciales de inutilidad pueden servir para reconocer un estado de grandiosidad asumido por el paciente, que en un primer momento pudo pasar desapercibido. En otras ocasiones predomina la impaciencia, la inacción o el miedo a herir a un paciente especialmente vulnerable.
El psiquiatra estadounidense Glen O. Gabbard sugiere que el TNP puede presentar dos subtipos.
Observó los del tipo «inadvertido» (oblivious) con un comportamiento caracterizado por grandiosidad, arrogancia e inmutabilidad frente a la crítica ajena como a los sentimientos de los demás. Distinguió, además, un subtipo "hipervigilante", como vulnerables, hipersensibles y avergonzados. Sugirió que los sujetos del tipo inadvertido presentan un ego grande, poderoso y grandioso en espera de ser admirado, envidiado y apreciado, lo cual está en antítesis con el ego debilitado e internalizado que se esconde en un estado general de vergüenza, del cual el sujeto quiere defenderse. Sin embargo, en el subtipo hipervigilante, el sujeto, en lugar de defenderse contra el sentimiento de devaluación, está obsesionado con él, neutralizando esta sensación viendo a los demás como abusadores injustos.
La distinción de dos tipos de narcisismo, propuesta por Gabbard, se corresponde con la que describió Rosenfeld en 1987 y que años más tarde fue refrendada por Eidlin y Bernardi:
el narcisismo llamado de piel gruesa o grandioso (NPG) y el narcisismo de piel fina o vulnerable (NPF). Esta distinción cobra especial importancia a la hora del abordaje terapéutico.

## Aspectos sociales e implicaciones sociopolíticas de la patología narcisista
En psicología, la ontogenia remedia a la filogenia, y lo que es del individuo puede ser trasladado sin mayores dificultades a la sociedad; ya decían los alquimistas que "lo que está arriba está abajo" y que "lo que está adentro está afuera". Así podemos especular que lo que ocurre en el desarrollo del individuo también ocurre en el proceso de formación de las sociedades.[cita requerida]
Siguiendo nuestra línea de pensamiento, las sociedades pasan por una etapa de narcisismo primario, como cuando las hordas bárbaras, invadiendo a Europa, se interesan solo en sus necesidades instintuales, no reconocen al otro o a los otros y pasando a fuego y cuchillo por encima de pueblos y civilizaciones, las destruyen. Siendo estos últimos pueblos, posiblemente más sofisticados, se plantean dudas y son incapaces de entender la violencia desatada por las necesidades aniquilatorias de los más primitivos, esto signará su destino.[cita requerida]
Por otra parte, diversos filósofos y sociólogos, han caracterizado la segunda mitad del siglo XX y lo que va del XXI como una época «narcisista».[cita requerida] Esta caracterización se refiere a algunas características de lo que también ha dado por ser llamado «posmodernidad»: ante el fracaso de la mayoría de las estructuras sociales de la modernidad, y especialmente después de las dos guerras mundiales, parece que Occidente entró en un proceso de metamorfosis, conducido por un proceso de personalización, en el que el narcisismo juega un papel clave.
Especialmente, sociólogos como Christopher Lasch o Gilles Lipovetsky, han dedicado libros enteros a las nuevas características sociales de la posmodernidad, entre las cuales están: cultura del yo, expresivismo y énfasis en la exteriorización de la persona, desierto social y pérdida del sentido, indiferencia ante cualquier realidad que implique tomar postura, apatía total de la juventud, disolución de la política y preferencia por el ámbito privado en todos los sentidos, sobreinformación, consumo, democratización del conocimiento, y muchos otros factores que hacen posible hablar de la posmodernidad como una época «narcisista», pues, a través del excesivo culto al yo, la identidad personal y su afirmación está muriendo: en la medida en que todos los procesos se democratizan y se da un énfasis tan terrible a la afirmación del yo genuino, este termina por diluirse en una multitud de «yoes».

## Narcisismo colectivo
Sigmund Freud, en La civilización y sus descontentos, enuncia: «Es posible reunir a un considerable número de gente en amor mutuo, siempre que haya otra gente dejada fuera para recibir las manifestaciones de su agresividad».
Y Erich Fromm, en Anatomía de la destructividad humana (1973), dice:

El narcisismo colectivo es una de las fuentes más importantes de agresión humana y sin embargo, como todas las demás formas de agresión defensiva, es reacción a un ataque contra intereses vitales. Difiere de otras formas de agresión defensiva en que el narcisismo intenso en sí es un fenómeno semipatológico. Considerando las causas y la función de sangrientas y crueles matanzas en masa como las ocurridas entre hindúes y musulmanes en el momento de la partición de la India o recientemente entre los musulmanes bengalíes y sus gobernantes pakistaníes, vemos que el narcisismo colectivo desempeña ciertamente un papel considerable, cosa nada sorprendente si tomamos en cuenta que nos las habemos con las poblaciones virtualmente más pobres y miserables del mundo entero.

En su libro Desórdenes de la personalidad en la vida moderna, Theodore Millon y Roger Davis afirman que el narcisismo patológico está reservado a «los nobles y los ricos», y que «parece haber ganado prominencia sólo en el XX».
De acuerdo con ellos, el narcisismo podría estar asociado con niveles superiores en la escala de necesidades de Maslow. Según ellos, «los individuos de naciones menos adelantadas... están demasiado ocupados tratando (de sobrevivir)... para comportarse de una forma arrogante y grandiosa».
Sin embargo, según el libro Malignant self-love: narcissism revisited (‘autoamor maligno: el narcisismo revisitado’, de 1999), del psicólogo israelí Shmuel Sam Vaknin (n. 1961), el narcisismo es un fenómeno ubicuo debido a que cada ser humano, independientemente de la naturaleza o la cultura, desarrolla un narcisismo sano tempranamente en su vida. El narcisismo sano se convierte en patológico cuando se produce el abuso, y el abuso es un comportamiento humano universal. Por "abuso" entiende el rechazo a reconocer las fronteras emergentes del individuo.